# Kniphofia princeae
Kniphofia princeae är en grästrädsväxtart som först beskrevs av Alwin Berger, och fick sitt nu gällande namn av Wessel Marais. Kniphofia princeae ingår i Fackelliljesläktet som ingår i familjen grästrädsväxter. Inga underarter finns listade i Catalogue of Life.